# Фармацевтика
Фармаце́втика — часть фармации, связанная непосредственно с производственно-технологическими проблемами процесса изготовления лекарственных средств и субстанций.
Известно, что многие химические соединения, обладающие фармакологическими свойствами, в необработанном состоянии бесполезны либо вредны. Фармацевтика придает подобному веществу уникальную дозированную форму, пригодную для проведения лечения конкретной группы больных при определенном пути его введения и режиме применения.
Термин «фармацевтика» не является синонимом термина «фармация».

## История
«Фармацию» и «фармацевтику» можно рассматривать, как разные исторические этапы, два разных подхода к изготовлению лекарственных средств. Традиционный, веками применяемый фармацией метод заключается в малопроизводительном ручном труде (в большей степени направленным на удовлетворение локальных нужд в медикаментах) в "тиши" «фармации» (аптеки) по приготовлению и отпуску ограниченного количества доз лекарства для небольшого круга больных. Полученные таким способом лекарства отличаются недостаточной стандартностью, нередко дают нежелательные побочные реакции у принимавших их больных.
Несовершенство этого неэффективного (для целей глобальной торговли) метода стало очевидно в начале XIX века, когда впервые (в США) началось массовое стандартизованное, высокопроизводительное и экономически более выгодное промышленное производство лекарственных средств — «фармацевтик», на существенно более масштабных предприятиях фармацевтической промышленности. Фармацевтика стала новым технологическим этапом развития фармации,  современным методом производства лекарств и лекарственных веществ.

## Отличие фармацевтики от фармации
«Фармация» и «фармацевтика» — это два разных конечных результата. Если в настоящее время «фармация» готовит лишь 3% всех потребляемых лекарств, то «фармацевтика» и стоящая за ней фармацевтическая отрасль — 97% потребляемых в мире лекарств, имеющих готовую лекарственную форму.
За рубежом термин «фармация» (аптека) ассоциируют с теми местами розничной торговли в населённых пунктах, где можно приобрести необходимое лекарственное средство или средство по уходу за больным человеком, получить медицинский совет, стать обладателем средства косметики, шампуня, офисных принадлежностей, сладостей и просто что-то перекусить. Что касается фармацевтики, то она торговлей не занимается.
Разница между терминами «фармация» и «фармацевтика» подчёркнута в Оксфордском словаре английского языка. Pharmacy (аптека) определяется как место для приготовления и продажи лекарств, а также деятельность по приготовлению лекарств. Pharmaceutics (фармацевтика) означает деятельность, связанную с производством лекарственных средств и лекарственных веществ на промышленных предприятиях. Аналогичные различия в определении этих терминов существуют в промышленно развитых странах, в Индии и Китае.
Другим возражением против синонимного применения терминов «фармация» и «фармацевтика» в международном сообществе является то, что фармация служит названием целого комплекса научно-практических дисциплин. Напротив, фармацевтика является одной из дисциплин фармации. Последняя, помимо фармацевтики, включает в себя также химию лекарственных веществ, фармакогнозию, технологию приготовления лекарственных форм, практическую деятельность в розничных и стационарных подразделениях, реализующих лекарственные средства и предметы ухода за больными, рекомендует сочетания лекарственных средств, схемы лечения и следит за их безопасностью и эффективностью.
Более того, объединение терминов «фармация» и «фармацевтика» ведёт к международной изоляции соответствующей производственной, технологической области знания и практики, осуществляемых на русском языке, и препятствует международной гармонизации знаний и экономической деятельности.
Ещё один довод в пользу различения этих терминов является многозначность термина «фармация» в международном сообществе, что показано ниже. Фармация в стационарах, больницах или госпиталях существенно отличается от розничной фармации. Специалисты, работающие в стационарной фармации, именуемые в России «клиническими фармакологами», как правило, обладают большей специальной подготовкой и опытом работы. Они разрабатывают сложные схемы медикаментозного лечения стационарных больных, рассматривают показания и противопоказания к комплексному применению высокоэффективных лекарственных средств у конкретного тяжёлого больного. Нередко они имеют специализацию в отдельных лечебных дисциплинах, таких как гематология/онкология, ВИЧ/СПИД, инфекционные болезни, интенсивная и неотложная терапия, токсикология, радионуклидная терапия, обезболивающая терапия, неврология/психиатрия, антикоагулянтная терапия, лечение лекарственными травами, педиатрия/неонатология, гериатрия.
Экстемпоральная фармация занимается ручным приготовлением и отпуском скоропортящихся лекарственных средств и лекарственных форм по индивидуальным рецептам. Специалисты, практикующие консультативную фармацию, действуют в интернатах для инвалидов и в домах для престарелых. В настоящее время интернет-фармация, поставляющая лекарственные средства по весьма приемлемым ценам, обладает многомиллионными оборотами розничных продаж. Нельзя не упомянуть о ветеринарной фармации, фармации с применением радионуклидов и фармации, функционирующей в вооружённых силах.

## Разделы фармацевтики
Она является областью знания и практической деятельности, исследующей роль фармацевтических факторов, которые определяют эффективность, которую лекарственные средства проявляют в организме. В их числе:
1. химическая природа лекарственного вещества и его концентрация;
2. физическое состояние лекарственного вещества (размер частиц, форма кристаллов, наличие или отсутствие заряда на поверхности частиц и др.);
3. вспомогательные вещества, их природа, физическое состояние, концентрация;
4. вид лекарственной формы и пути её введения;
5. фармацевтическая технология и оборудование, применяемое в производстве.

Не всегда ясны границы между собственно фармацевтикой, фармацией, химией лекарственных веществ и практической деятельностью с использованием лекарственных средств отчетливы. Часто группа специалистов работает над решением конкретной задачи. Но тем не менее и в русском языке выглядит вполне оправданным применение международного термина «фармацевтика», подчеркивающего промышленно ориентированную, технологическую часть фармации.
Фармацевтика имеет следующие ветви :
- фармакокинетика
- фармакодинамика
- фармакогеномика
  - создание лекарственных форм
  - технология фармацевтических препаратов и лекарственных форм.